# 概念計画8022-02
概念計画8022-02（CONPLAN 8022-02）とは、朝鮮民主主義人民共和国（北朝鮮）やイランなどの国家からの「差し迫った」脅威による不測の事態に対応するため、アメリカ戦略軍により正式に立案された軍事準備計画である。ワシントン・ポストなどの報道によると、本計画の策定は2003年11月に完了し、結果先制攻撃ならびに攻撃的打撃能力を得たとしている。主に地中深くを潜行するロケット弾や爆弾型の戦術核兵器（またはスーツケース型核兵器）、コンピュータウイルス、レーダー撹乱技術を用い先制攻撃を仕掛けることが計画に挙げられている。